# Ve Elizabeth Cadie
Ve Elizabeth Cadie (1893-2 de agosto de 1956) fue una ilustradora de libros y revistas infantiles, estilista y diseñadora estadounidense.

## Carrera profesional
Trabajó como ilustradora para PF Volland Company y Rand McNally & Company, y como diseñadora para WS George Pottery Company, donde fue responsable del diseño "Calico". Sus imágenes aparecieron en la portada de revistas como Child Life en la década de 1930. En artículos sobre diseño para el hogar, fue descrita como una "diseñadora destacada", "cuya originalidad está causando un gran revuelo en el arte y la industria".
Cadie obtuvo una patente por su invención de un mango aislante térmico para pequeños electrodomésticos y para un diseño de cafetera, en 1945 y 1951 respectivamente.

## Obra (selección)
- Merryman, Mildred Plew, and Ve Elizabeth Cadie. Bonbon and Bonbonette. Chicago: Rand McNally & Co., 1924. OCLC 1057432653
- Muter, Gladys Nelson, and Ve Elizabeth Cadie. Two Wooden Soldiers and a Hobby Horse. Joliet, Illinois: P. F. Volland Co, 1924. OCLC 173512178
- Campbell, Ruth, and Ve Elizabeth Cadie. The Cat Whose Whiskers Slipped: And Other Stories. Joliet, Illinois: P. F. Volland Co, 1925.  Republished by Wise-Parlow Company in 1938. OCLC 5957166[10]
- Campbell, Ruth, and Ve Elizabeth Cadie. The Turtle Whose Snap Unfastened. Joliet: P.F. Volland, 1927. OCLC 14103176
- Hankins, Maude McGehee, and Ve Elizabeth Cadie. Daddy Gander. Joliet: P.F. Volland Co., 1928. OCLC 15805865
- Warde, Margaret, and Ve Elizabeth Cadie. Biddy and Buddy's Holidays. New York: D. Appleton, 1930. OCLC 22981028
- Cadie, Ve Elizabeth. The ABC Circus. 1932. OCLC 179257593
- Cadie, Ve Elizabeth, Mister Wubble's Bubbles. 1936. Saafield Publishing Company.[11]